# Mura comunali di Verona
Le mura comunali di Verona sono parte della cinta difensiva a sud del centro storico; rimangono visibili lungo via Pallone. Le mura, che hanno ospitato anche cinque caserme durante la dominazione asburgica, sono uno straordinario reperto storico dell'architettura militare veronese caratterizzate da doppia cinta muraria comunale-ezzeliniana-scaligera-viscontea, ma anche da un sistema logistico di edifici militari realizzato dalla Repubblica di Venezia già nel corso del XVI secolo, probabilmente dal 1421, poi continuamente modificato e integrato.
Il sistema di fabbricati militari, simile a un grande arsenale a sviluppo lineare, fu chiamato arsanata o aresanata, nome che forse richiama i lavori di risanamento e consolidamento delle mura preesistenti, recuperate per le nuove strutture. La complessa successione di edifici si estendeva lungo l'Adigetto dalla Rocchetta della Bra alla Torre della Paglia, sulla riva dell'Adige. Essi avevano diverse destinazioni: caserma, ospedale, polveriera, tezone, mulino da polvere, granai, forni, scuderie, vari magazzini per munizioni da bocca e da guerra.
Il nuovo insieme urbanistico militare faceva inoltre capo, a occidente, su Castel Vecchio, direttamente collegato alla Rocchetta della Bra, e all'arsanata, anche mediante la strada compresa tra le due cinte murarie dell'Adigetto. Il culmine architettonico e il centro ideale del grande sistema arsanata-Castel Vecchio diverrà il Palazzo della Gran Guardia, edificato nel primo Seicento e rimasto incompiuto, destinato all'Accademia dei Filotimi, per lo studio dell'arte marziale, a sede di rappresentanza dei Provveditori di Terraferma e delle autorità militari venete e a luogo per le riviste delle truppe nella grande loggia terrena, durante la stagione avversa.

## Storia

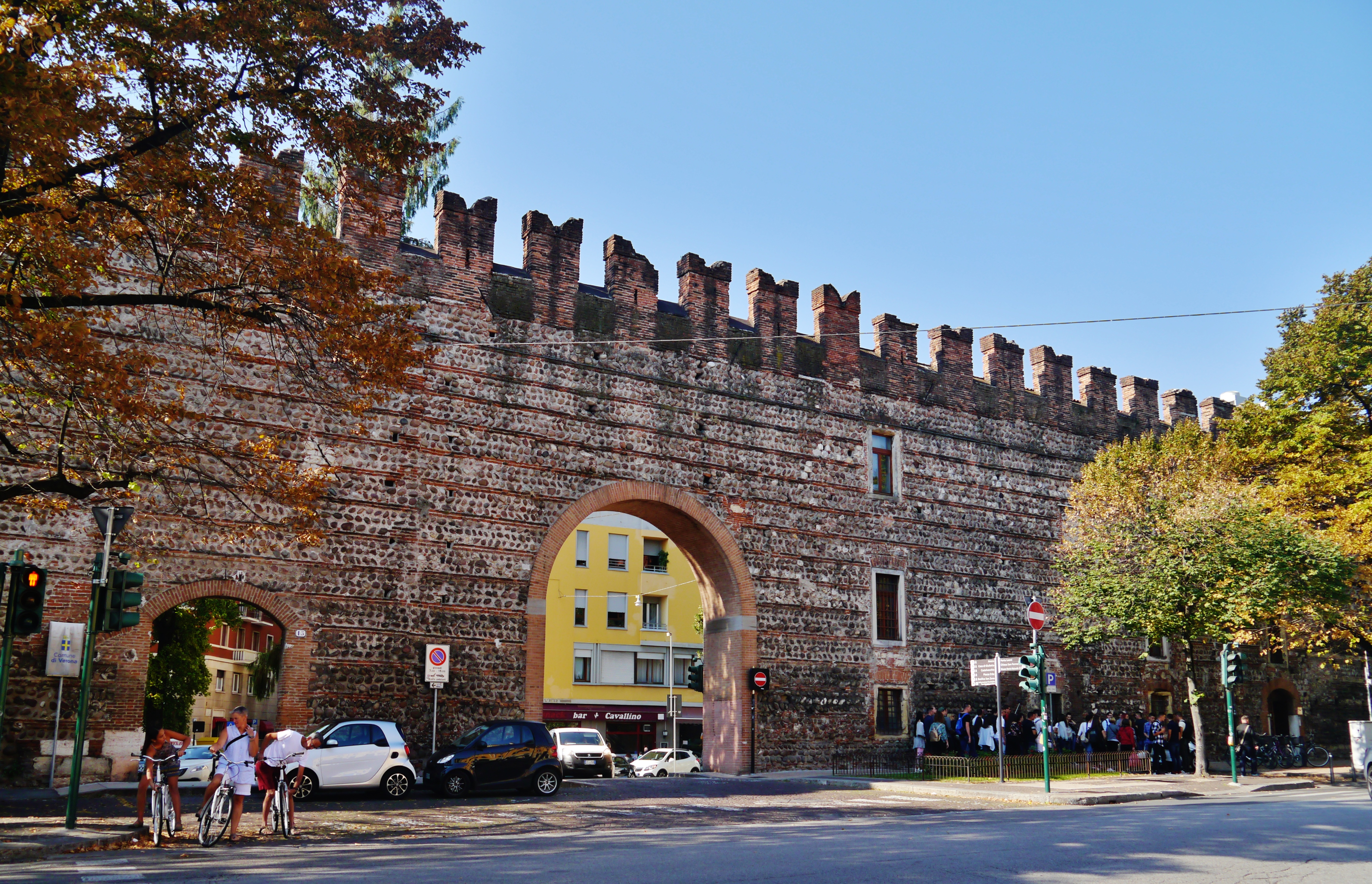
Le mura comunali fotografate da lato città

### Epoca medievale
Il sistema difensivo urbano a destra d'Adige riferibile ai secoli XII e XIII è formato da due recinti murari, che seguono il corso dell'Adigetto con tracciati irregolari e pressoché paralleli. Nel corso del tempo si sono sovrapposti restauri e ricostruzioni su entrambe le muraglie, tanto che ora si possono solo formulare delle ipotesi sui tempi e sui modi della loro costruzione. L'esistenza di una cinta urbana lungo l'Adigetto è documentata già nella prima metà del XII secolo (1157); una seconda fase può essere delimitata tra il 1239 (anno in cui un'inondazione causò il crollo della cinta in due tratti) e il 1259; in questo periodo Ezzelino III da Romano aveva l'interesse di tenere a Verona una solida base per la sua armata. L'assetto allora raggiunto è da considerare come una soluzione compiuta: il sistema cinta-antemurale-fosso si configura come un tipo fortificatorio fondato sul concetto della difesa graduale.
È da condividere l'ipotesi che lo scavo dell'Adigetto sia contemporaneo alla costruzione delle mura, e queste siano state successivamente rafforzate da un antemurale con andamento pressoché parallelo, e parzialmente ricostruite. È plausibile che l'antemurale abbia maggiormente subito il processo di trasformazione urbana, tanto da essere quasi completamente scomparso, mentre nella cinta principale si siano sovrapposti interventi di restauro, ricostruzione, rafforzamento e trasformazione.
Nella cinta comunale si aprivano le seguenti porte: la Porta del Morbio (successivamente inclusa nel Castello di San Martino poi Castelvecchio), il romano Arco dei Gavi, che assunse la funzione di porta urbana col nome di Porta Sancti Zenonis, la Porta Orfana, la Porta della Bra (a un solo fornice), la Porta della Paglia, la Porta del Ponte Rofiolo. La nuova cinta terminava sull'Adige con una torre, detta della Paglia (distrutta nel 1624 a causa di un fulmine che fece scoppiare i barili di polveri là depositati). La cinta comunale-ezzeliniana fu successivamente rafforzata secondo il piano di difese urbane voluto da Alberto I della Scala (1283-1289), al quale è da attribuire la sopraelevazione della torre presso la Porta Rofiolana.
Nel 1325, la costruzione della cinta di Cangrande I della Scala a destra d'Adige ampliava considerevolmente le dimensioni della città e spostava la difesa principale ben oltre la vecchia cinta comunale. Tuttavia, anziché diminuire le potenzialità di quest'ultima, poneva le premesse per un'ulteriore articolazione difensiva all'interno della città. La conseguenza diretta fu la costruzione, all'estremità occidentale della cinta comunale, del formidabile caposaldo di Castel Vecchio (1354). Altri interventi scaligeri possono essere riferiti alla Rocchetta della Bra (dove poi sarà eretta la Gran Guardia) e alla Torre pentagona, rivolta all'esterno per la difesa della Porta.
In epoca viscontea (1387-1402) il sistema già predisposto dalle fortificazioni scaligere trovava un'ulteriore consolidamento con la formazione della Cittadella, l'ampio spazio quadrangolare compreso tra la cinta comunale-ezzeliniana, la cinta di Cangrande I (lungo la riva dell'Adige, a est, e lungo il fronte urbano meridionale), e delimitato a ovest dalla nuova muraglia con fosso antistante (lungo l'attuale corso Porta Nuova). Questo ampio spazio, destinato all'accampamento delle milizie e alle attrezzature logistiche, era in diretta comunicazione con Castel Vecchio attraverso la strada coperta esistente tra la cinta comunale e l'antemurale, lungo la quale potevano transitare milizie e artiglierie. Il tratto di cinta comunale che delimitava la Cittadella fu modificato per rivolgere la difesa verso l'esterno, rispetto allo spazio interno recintato.

### Dal XV al XIX secolo

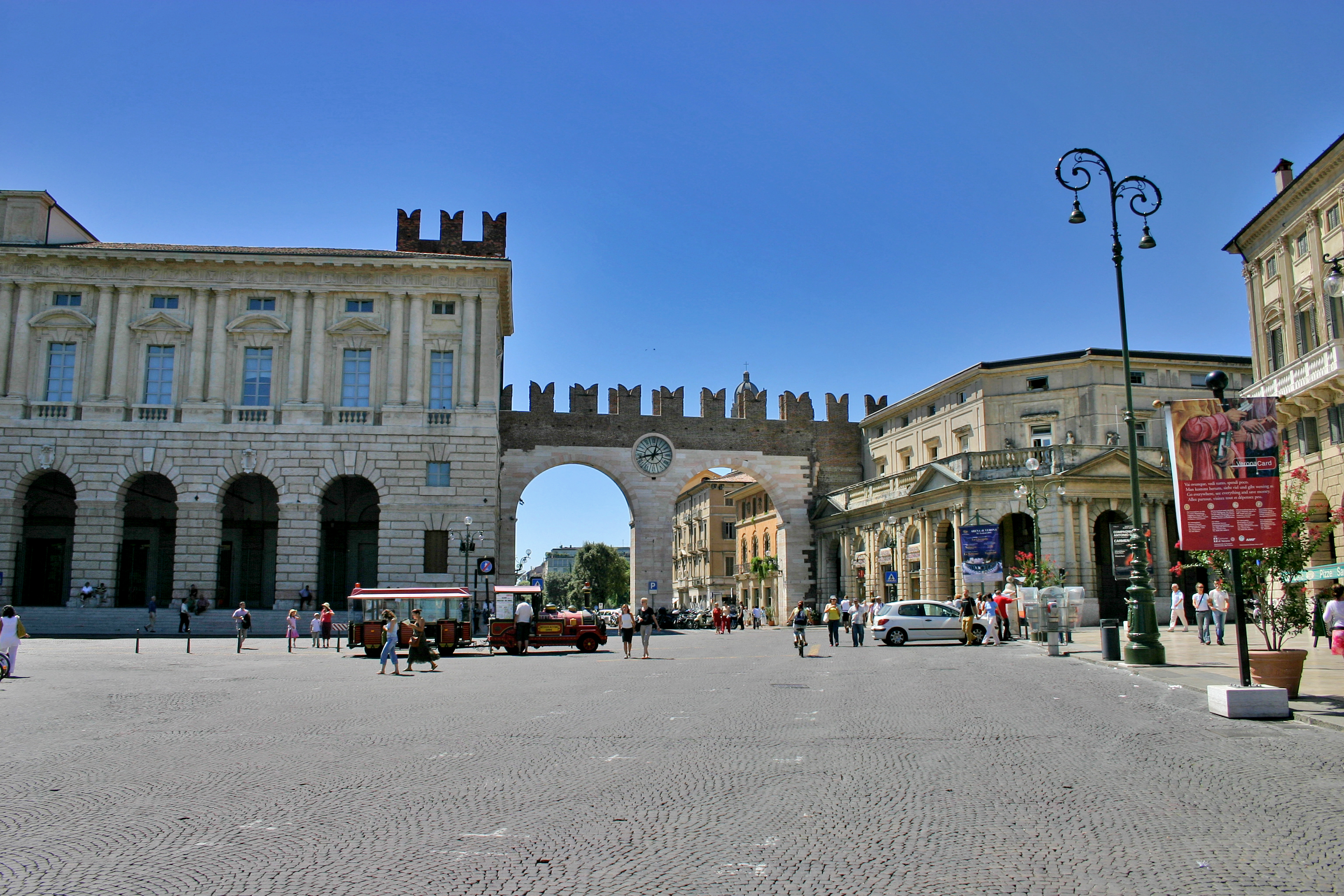
Le mura comunali presso i portoni della Bra

All'inizio del Quattrocento, in epoca veneta, nel medesimo tratto della Cittadella, lungo l'Adigetto, si stabiliscono nuove funzioni logistiche: nello spazio compreso tra la cinta comunale e il suo antemurale furono ricavati edifici per magazzini, ricoveri e opifici (arsanata). Queste destinazioni permanevano anche dopo lo smantellamento, negli anni 1533-1535, del tratto di muro lungo corso Porta Nuova, che apriva lo spazio della Cittadella agli usi civili. La parte più orientale fu riservata alle munizioni e alle polveri fino al 1624, anno in cui un fulmine colpì la Torre della Paglia, e causò moltissimi danni agli edifici circostanti; le polveri furono allora trasferite all'interno delle torri della cinta magistrale prossime a Castel San Felice. Gli altri edifici dell'arsanata erano usati come granai sino al 1605, quando furono liberati per essere sistemati a quartieri della guarnigione, stalle e scuderie. I granai con la casa del municionario furono riuniti a Castel Vecchio. Tuttavia permaneva la destinazione a granaio anche in tempi successivi.
Il fabbricato vicino alla Torre Pentagona, in corrispondenza della Gran Guardia, era destinato a Quartier Pubblico di Cavalleria. Nel 1703 fu necessario adibire a ospedale delle Milizie l'edificio centrale poiché non bastavano i locali dell'Ospedaletto Vecchio. Negli anni successivi, l'ospedale era sovradimensionato, e perciò era usato anche come caserma. All'esterno, sul fronte di via Pallone, era annessa una Cappellina dell'Ospedale delle Milizie.
In epoca veneta (secoli XV-XVIII), alle caserme del Pallone-Gran Guardia erano coordinati gli altri edifici militari situati nelle immediate vicinanze: le caserme dell'Adigetto, Tezone, della Cittadella, l'ospedaletto Vecchio. Il medesimo articolato insieme logistico del Pallone-Gran Guardia venne conservato anche in epoca absburgica (1814-1866) con diverse destinazioni, succedutesi nel tempo al variare del complessivo ordinamento militare del corpo di piazza.
Nell'anno 1798, durante la prima occupazione austriaca, è documentata la presenza di depositi della Provianda e degli Uffici della Direzione delle Fortificazioni, con l'annesso cantiere per le macchine e i materiali. Dal 1838-1840 gran parte dei fabbricati è destinato a caserma, tranne una parte adibita a deposito del treno d'artiglieria (Artillerie Fuhrwerkes Depot). In seguito ai lavori di sistemazione e adattamento l'intero complesso è destinato a caserma. Nella pianta di Verona del 1850, rielaborata per uso militare negli anni 1852-1853, sono registrate le cinque caserme di fanteria del pallone (A, B, C, D, E) con la capienza complessiva di 1483 uomini.
Sotto l'Amministrazione Italiana, dopo il 1866, nelle Caserme del Pallone si insediò il VI Reggimento Alpini.

## Conservazione

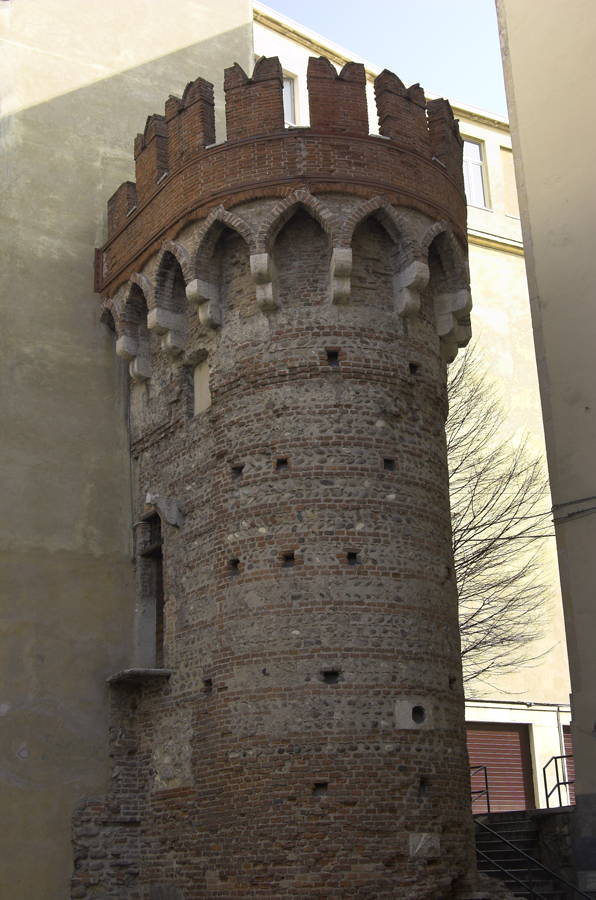
Una torre comunale tuttora visibile dietro alla Casa del Mutilato, nelle vicinanze di piazza Bra

Le cortine murarie comunali conservate ad est della Gran Guardia (tratto della Cittadella) sono state più volte rimaneggiate, adattate alle rinnovate destinazioni degli edifici tra di esse costruiti, trapassate e interrotte da un nuovo fornice (verso stradone Maffei) e da una breccia (lungadige Capuleti). Nulla rimane delle porte medievali (Porta della Paglia e Porta Rofiolana), in seguito all'allargamento dei fornici.
Della caserma “A” rimane solo la testata occidentale: il Palazzo del Capitano, restaurato alla fine degli anni ottanta a cura della Sezione di Verona dell'Associazione Nazionale Alpini che vi ha posto la propria sede. Si conserva la caserma “B”, ristrutturata per la destinazione a uffici comunali; in pessimo stato di manutenzione è la torre comunale-scaligera della Porta Rofiolana. La caserma “C” e parte della “D” sono state demolite negli anni sessanta per la costruzione dei nuovi uffici comunali, e per l'apertura del nuovo fornice (verso stradone Maffei); si è conservata la sola cinta muraria maggiore. La caserma “E”, pur conservata, è stata ristrutturata per la destinazione a uffici comunali.
L'Adigetto è scomparso, completamente ridotto a corso sotterraneo dopo la piena dell'Adige dell'anno 1882.